# Ауса, Бернардито Клеопас
Бернардито Клеопас Ауса (исп. Bernardito Cleopas Auza; род. 10 июня 1959, Талибон, Филиппины) — филиппинский прелат и ватиканский дипломат. Титулярный архиепископ Суачи с 8 мая 2008. Апостольский нунций на Гаити с 8 мая 2008 по 2 июля 2014. Постоянный наблюдатель Святого Престола в ООН с 2 июля 2014 по 1 октября 2019. Апостольский нунций в Испании и Андорре с 1 октября 2019 по 22 марта 2025. Апостольский нунций при Европейском союзе с 22 марта 2025.

## Ранние годы
Родился Бернардито Клеопас Ауса 10 июня 1959 года в Талибоне, на Филиппинах. 29 июня 1985 года Ауса был рукоположен епископом Санта-Розы в Калифорнии Даниэлем Фрэнсисом Уолшом.

## Архиепископ и апостольский нунций
Монсеньор Ауса был назначен титулярным архиепископом Суачи 8 мая 2008 года, в тот же день он был назначен апостольским нунцием на Гаити. Ауса был посвящён в епископа 3 июля 2008 года, основным консекратором был государственный секретарь Святого Престола кардинал Тарчизио Бертоне. Основными соконсекраторами были: кардиналы Иван Диас, кардинал-префект Конгрегации евангелизации народов и Жан-Луи Торан, председатель Папского Совета по межрелигиозному диалогу. 
Архиепископ Ауса служит на дипломатической службе Святого Престола на протяжении многих лет. Он имеет большой опыт работы в дипломатических миссиях Святого Престола, среди них Ауса служил: на Мадагаскаре и в южной части Индийского океана (1990—1993), Болгарии (1993—1996), Албании (1997—98), в Государственном секретариате Ватикана в секции по отношениям с государствами («министерстве иностранных дел») Святого Престола (1999—2006), в Постоянном представительство Святого Престола при ООН (2006—2008).
После смерти архиепископа Жозефа Сержа Мио, погибшего в результате землетрясения на Гаити 2010 года, Ауса был также апостольским администратором архиепархии Порт-о-Пренса в течение года.

## Постоянный наблюдатель Святого Престола при Организации Объединённых Наций
Со 2 июля 2014 года, архиепископ Ауса был назначен постоянным наблюдателем при Организации Объединенных Наций в Нью-Йорке, представляющий Святой Престол, папой Франциском сменив архиепископа Фрэнсиса Чулликатта. 

## Апостольский нунций в Испании
1 октября 2019 года, Папа Франциск назначил архиепископа Бернардито Клеопаас Аусу апостольским нунцием в Испании и Андорре.

## Апостольский нунций при Европейском союзе
22 марта 2025 года, Папа Франциск назначил архиепископа Бернардито Клеопаас Аусу апостольским нунцием при Европейском союзе.